# 渡邉奏人
渡邉 奏人（わたなべ たくと、2000年6月16日 - ）は、日本の俳優。東京都出身。身長163cm。血液型はA型。テアトルアカデミー所属。

## 出演

### テレビドラマ
- 温泉へ行こう4・5・スペシャル（2003年 - 2004年、TBS） - 大谷真一郎 役
- 初蕾（2003年、TBS） - 小太郎（幼少） 役
- 9.11（2004年、フジテレビ） - 園児 役
- 結婚のカタチ（2004年、NHK） - 大庭達也 役
- 弟（2004年、テレビ朝日） - 石原伸晃（幼少） 役
- 青春の門-筑豊篇-（2005年、TBS） - 伊吹信介（3-5歳） 役
- 上を向いて歩こう〜坂本九物語〜（2005年、テレビ東京） - 坂本九（幼少） 役
- 太宰治物語（2005年10月10日、TBS）
- あいのうた（2005年、日本テレビ） - 片岡隼 役
- 相棒 Season 4（2006年、テレビ朝日）
- 渡る世間は鬼ばかり（2006年 - 2013年TBS） - 野田勇気 役
- CAとお呼びっ!（2006年、日本テレビ） - 市原雄介 役
- 氷点（2006年、テレビ朝日） - 辻口徹（幼少） 役
- 恋する日曜日 ニュータイプ（2006年、BS-i）
- 鬼嫁日記 いい湯だな（2007年、フジテレビ） - 高岡真人 役
- 篤姫（2008年、NHK） - 虎寿丸 役
- あんどーなつ 第3話・第7話・第10話（2008年、TBS） - 三津屋文哉 役
- 天装戦隊ゴセイジャー 第5話（2010年、テレビ朝日） - 敷島健一 役
- 最上の命医 第4話（2011年1月31日、テレビ東京）- 中嶋哲也 役

### CM
- マルコメ - 13代目マルコメ君
- シャディ
- ダスキン メリーメイド
- グリコ 黒胡麻ポッキー、新しくなったビスコ（2005年）
- ミツカン 追いがつおつゆ
- こども英会話のミネルヴァ
- 花王 メリット×ALWAYS 続・三丁目の夕日（2007年）

### 吹き替え
- 金曜ロードショー 幸せのちから（2009年、日本テレビ） - クリストファー 役
- くまのプーさん（2011年）- クリストファー・ロビン 役